# ريتشارد كويك
ريتشارد كويك (بالإنجليزية: Richard Quick)‏ هو مدرب سباحة ‏ أمريكي، ولد في 31 يناير 1943 في آكرون في الولايات المتحدة، وتوفي في 10 يونيو 2009 في أوستن في الولايات المتحدة.